# Minucjusz Feliks
Minucjusz Feliks (Marcus Minucius Felix) – pisarz rzymski z II/III wieku n.e., jeden z pierwszych piszących po łacinie apologetów chrześcijańskich, z wykształcenia prawnik.

## Twórczość
Nic nie wiadomo o życiu Minucjusza Feliksa, nawet czas powstania jego dzieła jest określany w dużym przybliżeniu na lata 150-270 AD. Prawdopodobnie pisarz pochodził z północnej Afryki. Jedynym znanym utworem jego autorstwa jest wzorowany na cycerońskich dialogach Oktawiusz: rozgrywająca się w Ostii rozmowa o chrześcijaństwie pomiędzy poganinem Cecyliuszem Natalisem (Caecilius Natalis), chrześcijaninem Oktawiuszem Januariuszem (Octavius Januarius) i autorem. Natalis zarzuca chrześcijaństwu dogmatyzm, odrzucenie starożytnych rzymskich religii oraz niemoralność. Oktawiusz broni zaś chrześcijaństwa, próbując dowieść nieśmiertelności Boga w wymiarze moralnym i filozoficznym, a nie dogmatycznym. Podpierając się argumentami filozoficznymi akcentuje bliskość chrześcijańskiego monoteizmu z ideami stoików. Oktawiusz był tekstem adresowanym do elit rzymskich mającym je przekonać o podobieństwach łączących nową wiarę ze światem kultury klasycznej. Dialog ma charakter protreptyku, a więc zachęty (w tym wypadku do przyjęcia chrześcijaństwa). 
O Minucjuszu Feliksie wspominają także Laktancjusz i święty Hieronim jako o znamienitym adwokacie rzymskim - Romae insignis causidicus.

## Wydania

### Wydania krytyczne
- F. Sabaeus-Brixianus, oznaczony symbolem Bk. VIII. - razem z dziełami Arnobiusza (Rzym, 1543).
- F. Balduinus, pierwsze osobne wydanie (Heidelberg, 1560)
- Jacques Paul Migne, PL t. 3, 239
- Hubert Ashton Holden, (1853)
- Karl Felix Halm in Corp. Scr. Lcd. Lat. (Wiedeń, 1867)

### Przekłady polskie
- Oktawiusz w: Apologie. M. Szarmach, A. Świderkówna, J. Sołowianiuk  (przekład); M. Szarmach, J. Sołowianiuk (wstępy i oprac.); E. Stanula (red.). Warszawa: ATK, 1988, seria: PSP 44. Brak numerów stron w książce
- Oktawiusz. J. Sajdak (przekład). Poznań: Uniwersytet im. Adama Mickiewicza. Wydział Teologiczny, 2001, s. 100, seria: POK 2. ISBN 83-86360-63-1.